# Cantonul Caen-4
Cantonul Caen-4 este un canton din arondismentul Caen, departamentul Calvados, regiunea Basse-Normandie, Franța.

## Comune
- Caen (parțial, reședință)
- Épron